# Médaille du jubilé d'argent de George V
Pour les articles homonymes, voir Médaille du jubilé.
La médaille du jubilé d'argent de George V est une médaille commémorative créée pour célébrer le jubilé d'argent de George V, à l'occasion du 25e anniversaire de son accession au trône britannique, en 1935.

## Description
Conçue par Sir William Goscombe John, la médaille est en argent, d'un diamètre de 1,25 pouce. L'avers représente les effigies du roi George V et de la reine Mary, couronnés et de profil, tournés vers la gauche. La légende, autour du bord supérieur, se lit comme suit : « GEORGE • V • AND • QUEEN • MARY • MAY • VI • MCMXXXV ». Le revers présente le monogramme royal surmonté de la couronne impériale. À gauche figure la date « MAY 6 / 1910 » sur deux lignes, et à droite, la date « MAY 6 / 1935 ». Le ruban est de couleur pourpre, avec trois bandes étroites bleu foncé, blanche et bleu foncé sur chaque bord.

## Éligibilité
Cette médaille est créée par le roi George V pour commémorer son jubilé d'argent. Elle est décernée à des membres de la famille royale et à certains officiers d'État, fonctionnaires et serviteurs de la maison royale, ministres, fonctionnaires, maires, fonctionnaires locaux, membres de la marine, de l'armée, de l'armée de l'air et de la police du Royaume-Uni, de ses colonies et de ses dominions. La médaille est portée avec les autres médailles de couronnement et de jubilé immédiatement après les médailles de campagne et la médaille polaire, et avant les récompenses pour longs services. Les femmes peuvent porter la médaille près de l'épaule gauche, avec un ruban en forme un nœud. Un total de 85 234 médailles sont décernées, dont :
- 6 500 à des Australiens ;
- 7 500 à des Canadiens ;
- 1 500 à des Néo-Zélandais[2].